# Emanuel Carnevali
ma non maledissi nulla, perché la mattina
era bella e c'era pace nel mio cuore.»
(Emanuel Carnevali, Castelli sulla terra - Le montagne)
Emanuel Carnevali (Firenze, 4 dicembre 1897 – Bologna, 11 gennaio 1942) è stato un poeta e scrittore italiano.

## Biografia
Manuel Federico Carlo Carnevali nacque a Firenze il 4 dicembre 1897 in via Montebello 11, da Tullio Carnevali (Lugo di Romagna, 1869), ragioniere-capo di prefettura, e da Matilde Piano (Torino, 1873). Emanuel, Em o Manolo, come veniva alternativamente chiamato, venne al mondo dopo che i genitori si erano separati; dopo l'infanzia trascorsa tra Pistoia, Biella e Cossato e dopo la morte della madre (1908), venne messo in collegio dal padre che, risposatosi, volle che raggiungesse la nuova famiglia a Bologna. Nel 1911 Emanuel vinse una borsa di studio del Collegio Marco Foscarini di Venezia e vi trascorse quasi due anni, prima di esserne espulso. Nel 1913 fece il suo ingresso nell'Istituto Tecnico "Pier Crescenzi" di Bologna, dove fu allievo del critico letterario e narratore Adolfo Albertazzi. Questo rapporto col maestro, non del tutto pacifico, rappresenterà per Carnevali un'iniziale conferma della sua vocazione letteraria.
Come racconta lui stesso nel suo romanzo Il primo dio, scritto in inglese e tradotto in italiano dalla sorellastra Maria Pia (figlia di suo padre e della nuova moglie) per i continui litigi con il padre che lui considerava autoritario e troppo reazionario, decise di emigrare negli Stati Uniti nel 1914, a soli 16 anni. Emanuel partì da Genova sul Caserta il 17 marzo 1914 e arrivò a New York il 5 aprile.
Visse quindi fino al 1922 tra New York e Chicago, all'inizio senza conoscere una sola parola d'inglese ed esercitando lavori saltuari: lavapiatti, garzone di drogheria, cameriere, pulitore di pavimenti, spalatore di neve ecc., e soffrendo fame, abietta miseria e privazioni di ogni sorta. Col tempo imparò la lingua (leggendo le insegne commerciali di New York), cominciò a scrivere e ad inviare i suoi versi a tutte le riviste che conosceva. Inizialmente rifiutate, le sue poesie cominciarono man mano ad essere pubblicate ed Emanuel a farsi conoscere nell'ambiente letterario, diventando amico di diversi poeti, tra cui Max Eastman (1883-1969), Ezra Pound, Robert McAlmon (1896-1956), e William Carlos Williams (che lo nomina nella sua Autobiography del 1951).
Dimenticato dalla critica e dal pubblico, ha lasciato un piccolo, ma tagliente e forte segno nella letteratura americana del Novecento. Pur vivendo quasi in miseria, passando da un lavoro all'altro, e da un amore all'altro, frequentando prostitute e teppistelli, riuscì a partecipare, da straniero, al rinnovamento dell'avanguardia letteraria americana dell'epoca.
Sherwood Anderson si ispira a lui quando scrive il racconto Italian Poet in America (1941). Le sue poesie vengono pubblicate dalla rivista "Poetry Magazine", fondata nel 1912 e diretta da Harriet Monroe (1860-1936) e di cui diventa lui stesso, per un breve periodo, vicedirettore.
Fu autore dei racconti Tales of an hurried man (1925), poi lasciò New York abbandonando Emilia Valenza, la ragazza d'origine piemontese che aveva sposato nel 1917 e che viveva con lui nell'allora malfamato "East Side" di Manhattan, per andarsene a Chicago, dove visse ancora in stenti traducendo e collaborando a «Others».
Le sue lettere a Benedetto Croce e a Giovanni Papini verranno poi pubblicate col titolo Voglio disturbare l'America (1980), a cura di Gabriel Cacho Millet, il quale ha anche raccolto i Saggi e recensioni e il Diario bazzanese.
Colpito prima da sifilide e poi da una malattia nervosa, l'encefalite letargica, nel 1922 ritornò in Italia, dove visse gli ultimi vent'anni fra l'ospedale e varie pensioni di Bazzano, il Policlinico di Roma e la clinica bolognese Villa Baruzziana, e dove continuò a scrivere, come sempre, in lingua inglese.

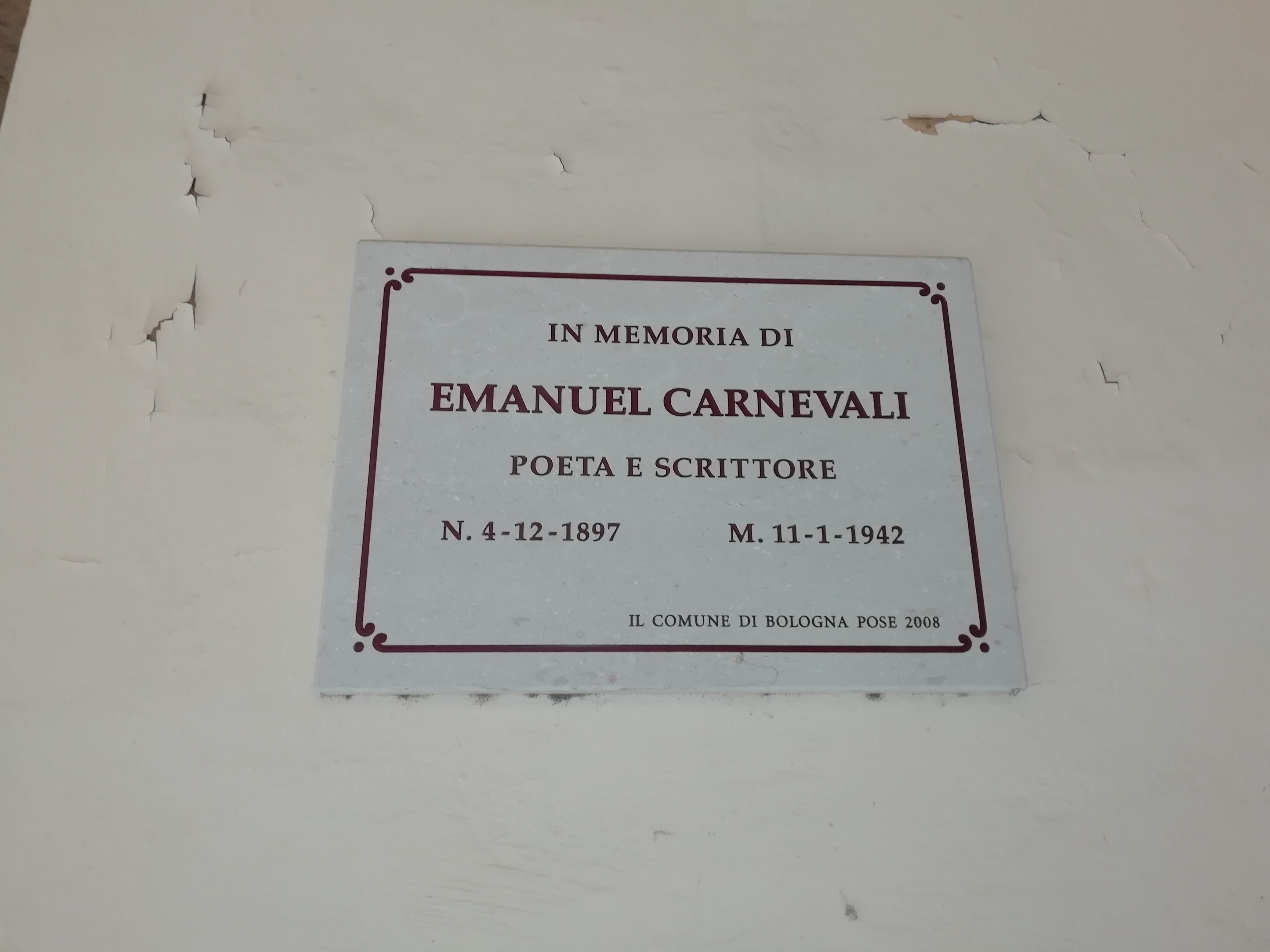
Placca in memoria di Emanuel Carnevali nel Chiostro delle Madonne della Certosa di Bologna.

Morì l'11 gennaio 1942 nella Clinica Neurologica di Bologna, soffocato da un boccone di pane. Due giorni dopo venne sepolto a Bologna nel cimitero della Certosa.

## Opera
Durante la sua vita è stata pubblicata solo la raccolta di racconti Tales of an Hurried Man nel Contact Editions di Robert McAlmon, Paris 1925, di cui è uscita solo nel 2005 una versione italiana col titolo Racconti di un uomo che ha fretta.
Il romanzo autobiografico Il primo dio è stato pubblicato postumo nel 1978, a cura di Maria Pia Carnevali e ha vinto il Premio Brancati.

## Riconoscimenti
A lui è dedicata la canzone Il Primo Dio dei Massimo Volume (contenuta nel loro disco Lungo i bordi), ed una sua poesia (Almost a God) è stata musicata dalla band Movie Star Junkies.
Il Comune di Bazzano, la Fondazione Rocca dei Bentivoglio di Bazzano e l'Archivio storico comunale di Bazzano hanno pubblicato Sono un vagabondo e semino parole da un buco della tasca, a cura di Aurelia Casagrande, Bazzano: Quaderni della Rocca, 2008. Presso il Comune di Bazzano è conservato l'archivio delle carte dello scrittore Carnevali acquisite dalla famiglia da parte del Comune di Bazzano e ora conservate nell'archivio comunale.
Il gruppo musicale Acustimantico ha pubblicato un cd che si chiama "Santa Isabel" con la canzone Em, ovvero Emanuel Carnevali va in America (I Palombari, 2004).
Il cantautore Bobo Rondelli nell'album "Come i carnevali" (Picicca Dischi / The Cage marzo 2014) apre la raccolta con la canzone "Carnevali" che, nella terza di copertina, è spiegato essere "ispirata e dedicata a Emanuel Carnevali (Semino parole da un buco della tasca...)"
Nel cortometraggio Normal Life di Flavio Sciolè, girato nel 2020, il protagonista legge 'Il primo dio'.

## Opere
- Voglio disturbare l'America: lettere a Benedetto Croce e Giovanni Papini ed altro, a cura di Gabriel Cacho Millet, Firenze: La casa Usher, 1981
- Diario bazzanese e altre pagine, a cura di Gabriel Cacho Millet, Bazzano: Quaderni della Rocca, 1994
- Saggi e recensioni, a cura di Gabriel Cacho Millet, Bazzano: Quaderni della Rocca, 1994
- Il primo dio, a cura di Maria Pia Carnevali, con un saggio di Luigi Ballerini, Milano: Adelphi, 1978 e 1994 ISBN 88-459-0362-1
- Racconti di un uomo che ha fretta e altri scritti, a cura di Gabriel Cacho Millet, trad. Maria Pia Carnevali, Roma: Fazi, 2005 ISBN 88-8112-690-7
- Mario Ricci, I'm an american poet: dialogo con Emanuel Carnevali, Bologna: Ogni uomo e tutti gli uomini, 2007 ISBN 9788887015478
- "Sono un vagabondo e semino parole da un buco della tasca", a cura di Aurelia Casagrande, Bazzano: Quaderni della Rocca, 2008
- Il bianco inizio e altre prose memoriali, traduzione a cura di Francesco Cappellini, Via del Vento edizioni, collana Le Streghe, ottobre 2010
- "Il poeta maledetto". Emanuel Carnevali (1897-1942), a cura di Aurelia Casagrande, Bazzano: Quaderni della Rocca, 2016
- Il primo dio, Palermo: Urban Apnea Edizioni, 2020, ISBN 9788894410693
- Finché Dio ci vede, a cura di Daniele Gigli, Milano, Edizioni Ares, 2023, ISBN 9788892983731